# Буинский (Зиминский район)
Буинский — исчезнувший участок на территории Новолетниковского сельского поселения Зиминского района Иркутской области.

## История
Основан в 1911 году в ходе Столыпинской реформы переселенцами из деревни Бунинск Симбирской губернии. Название они перенесли и на основанную ими деревню (вначале она называлась Бунинский). Позже здесь поселились также русские, чуваши. В 1920—1930-е годы населённый пункт входил в состав Новолетниковского сельсовета Зиминского района. Согласно переписи 1926 года насчитывалось 23 хозяйства, проживало 118 человек (60 мужчин и 58 женщин). Функционировал магазин, ясли, начальная школа, где учились в две смены. В более позднее время посёлок состоял из 45—50 дворов. Электричество отсутствовало. На обращения жителей электрифицировать населённый пункт, местные власти дали отказ в связи с его неперспективностью. По словам уроженки Буинска Раисы Яндышевой, по этой же причине школа и магазин в посёлке были закрыты. Жители Буинского с начала коллективизации были членами колхоза «Путевод», который позже вошёл в состав совхоза «Зиминский». В период проведения политики ликвидации «неперспективных деревень» населённый пункт был упразднён.